# 清华大学紫荆学生公寓

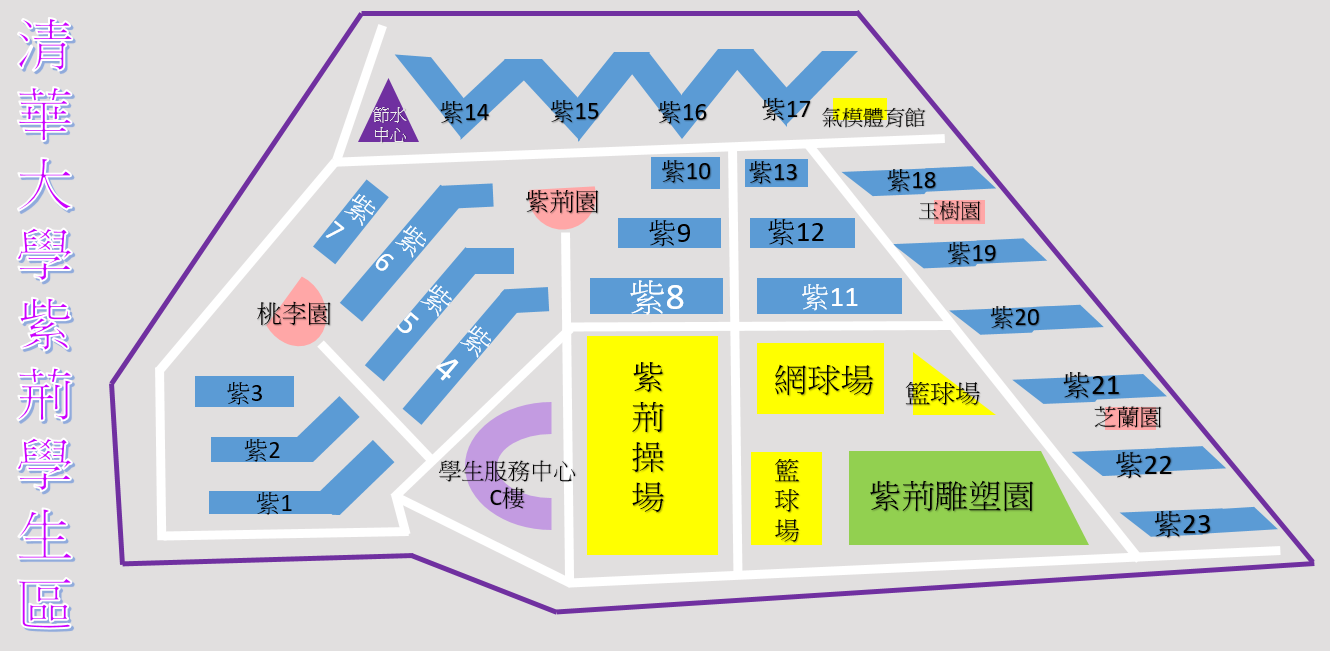
清華大學紫荊學生區

清华大学紫荆学生公寓是清华大学本科生、博士生、留学生的学生公寓，共有26个楼，建有23栋高7—15层的钢筋混泥土现代建筑，占地28.6公顷，总建筑面积35万平方米，可容纳22400名学生，是中国规模最大的现代化学生公寓 。

## 历史
2000年以来，学校宿舍、教室数量与质量逐渐无法满足越来越多的学生要求，开始筹划建设新学生公寓。在王大中校长的努力下，清华全额向银行贷款，整个工程动态投资14.5亿元，并于2000年12月15日开工，由同济大学建筑设计研究院负责设计，设计可容纳学生为2万2240人，其中本科1万4千人、硕士3千人、博士1240人、留学生和继续教育学员各2000人。 。
学校在清华校园北的大石桥地区的预留发展用地处征地，并于2001年初开始建设“大石桥学生公寓”，后依照清华校花之一“紫荆花”更名为“紫荆学生公寓”。 2002年9月，近4万平方米的一期工程建成，并迎来本科生新生入住；本科生二期工程于2003年9月前竣工；2004年，留学生、博士生、继续教育学员公寓建成。 
紫荆公寓创造了清华三个「第一次」：第一次面向全中国进行竞争性建筑设计招标；第一次向银行贷款筹措建设资金；第一次与校外公司合作，管理整个建设工程。 

## 宿舍情况
紫荆学生公寓采用筒子楼式布局。本科生住紫荆1至13号楼，为7层坡屋顶，平面以折线分布，内部设计为四人一间，上铺下居，插座、网络端口到桌，每两间宿舍合用一间中厅，配置电话和电视接口；博士生住平面呈「W」型的白色15层大楼，为紫荆14至17号楼，同时也是清华最高的楼层，内部设计为为一人一间，并配有独立卫生间与浴室；留学生居住在沿荷清路自北向南排列的6座11层板式楼，为紫荆18至23号楼。全部公寓架空2.2米作为零层，存放自行车。 